# Jan Holmgren
Jan Holmgren, född 1944, är en svensk läkare och medicinsk forskare i mikrobiologi, immunologi och vaccinforskning. Han är sedan 1981 professor i medicinsk mikrobiologi vid Sahlgrenska akademin vid Göteborgs universitet.
Holmgren disputerade 1969 på en avhandling om urinvägsinfektioner vid Göteborgs universitet, blev docent 1970, och innehade forskartjänster vid Medicinska forskningsrådet tills han 1981 blev professor i medicinsk mikrobiologi vid Göteborgs universitet. Holmgren har publicerat mer än 600 vetenskapliga arbeten och fått flera nationella och internationella priser för sin forskning om kolera och framtagning av drickbart koleravaccin. Han har suttit i många internationella styrelser för forskning om infektioner, vacciner och global hälsa, bland andra icddr,b; GAVI (Global Alliance for Vaccines and Immunization); IVI (International Vaccine Institute) och SAREC/Sida; han var 1995-2017 styrelseledamot i Knut och Alice Wallenbergs stiftelse. 
Holmgren är hedersledamot i Göteborgs Läkaresällskap.

## Utmärkelser, ledamotskap och priser
- H.M. Konungens medalj i guld av 8:e storleken i Serafimerordens band (Kon:sGM8mserafb, 2018) för förtjänstfulla insatser inom biomedicinsk forskning[2]
- Ledamot av Kungl. Vetenskapsakademien (KVA)
- Ledamot av Kungl. Ingenjörsvetenskapsakademien (IVA)
- Ledamot av Kungl. Vetenskaps- och Vitterhetssamhället i Göteborg (KVVS)
- The Prince Mahidol Award in public health (Thailand, 2018)
- The Albert B. Sabin Gold Medal (USA, 2017)
- Göteborgs läkaresällskaps och Sahlgrenska akademins stora pris (2015)
- Distinguished Science Achievement Award (International Society for Mucosal Immunology, 2007)
- Eric B. Fernströms stora nordiska pris i medicin (2004)
- The Louis Jeantet Prize for Medicine (Schweiz, 1994)
- Söderbergska Priset (Svenska läkarsällskapet, 1994)
- Anders Jahres pris för yngre forskare (Norway, 1982)
- Hilda and Alfred Erikssons pris (Kungl. Vetenskapsakademien, 1977)

### Fotnoter
1. ↑  Holmgren, Jan (1969) (på engelska). On the antibody response to E. coli antigens in immunized rabbits and in children with pyelonephritis. Göteborg. Libris 8209121
2. ↑  Medaljförläningar 28 januari 2018 Arkiverad 15 september 2021 hämtat från the Wayback Machine. Kungahuset